# خال

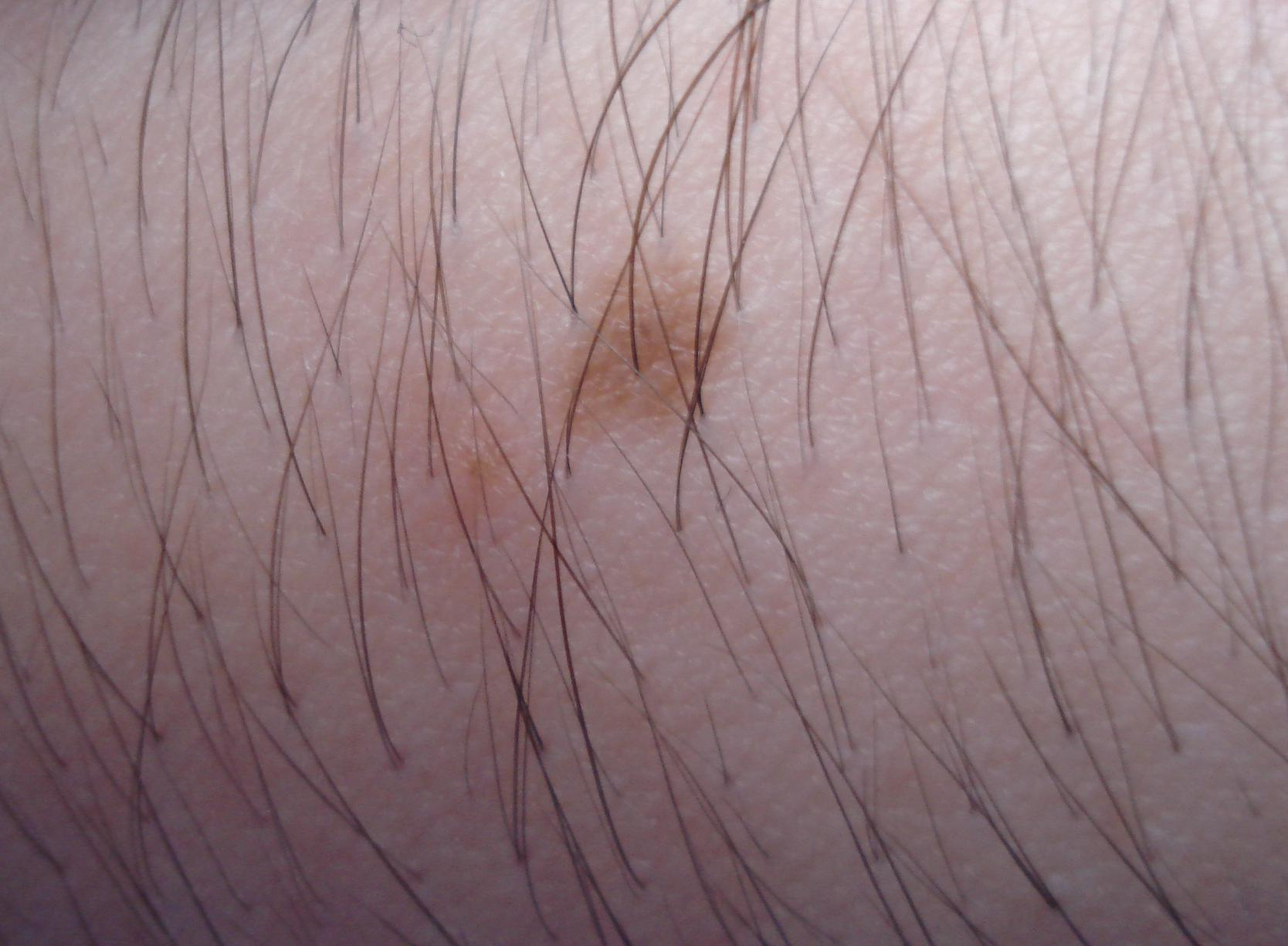
خال، هر نوع تغییر رنگ مشخص در پوست

خال، هر نوع تغییر رنگ مشخص در پوست را گویند. خال‌ها می‌توانند مادرزادی یا اکتسابی باشند. خال‌ها در همه جای پوست بدن مانند صورت و اندامها امکان رشد دارند. خال‌ها معمولاً به رنگ قهوه‌ای، قهوه‌ای تیره یا مشکی با لبه واضح دیده می‌شوند. رنگ خال به دلیل وجود سلول‌های رنگدانه دار پوستی (ملانوسیت) است.
خال می‌تواند نوعی تومور بدخیم هم باشد. برخی تومورهای بدخیم ظاهری شبیه خال دارند.

## طبقه‌بندی
طبقه‌بندی خال‌ها بر اساس سلول ایجادکننده خال می‌باشد. بر این اساس چهار نوع خال داریم:
خال ملانوسیتیک، خال اپیدرمیک، خال بافت همبند و خال عروقی مانند همانژیوم
شایعترین نوع خالها، خالهای ملانوسیتیک هستند مانند خال مادرزادی ملانوسیتیک. نوع خاصی از خال ملانوسیتیک به نام خال‌های دیسپلاستیک که در حدود دو درصد خالها را تشکیل می‌دهد و افتراق آن از ملانوما دشوار است.
خال‌ها اغلب برجسته هستند ولی می‌توانند مسطح یا حتی گود باشند.

## کدام خالها سرطانی هستند؟
بهترین راه برای تشخیص اینکه به سرطانی بودن یا نبودن خال گوشتی پی ببریم این است که به متخصص و دکتر پوست مراجعه کنیم. متخصص پوست با انجام غربالگری به وجود خال های سرطانی پی می برد. اگر سابقه سرطان پوست دارید، این غربالگری حداقل دوبار در یک سال باید انجام دهید. اگر علائم زیر را روی بدن خود دیدید زودتر به پزشک مراجعه کنید:
- وجود خال های نامتقارن
- خالهایی که مرز نامنظم دارند
- خالهایی که رنگ های متفاوتی دارند.
- خالهایی که قطر بزرگی دارند.
- خالهایی که تغییر شکل، رنگ و اندازه می دهند.

## درمان
خال‌ها اصولاً خوش‌خیم هستند و مگر در موارد زیبایی درمان خاصی لازم نیست. البته خالهای مشکوک مانند آنهایی که اخیراً تغییرات کاملاً مشخص و سریع در اندازه، شکل و رنگ داشته‌اند یا خالهای با ظاهری بزرگ و ناهمگن را بهتر است با جراحی موضعی برداشته شود و نمونه به آزمایشگاه فرستاده شود.
تکنیک‌های مختلفی از جمله کوتر، کرایو، شیوکردن، رادیو فرکانسی، لیزر و جراحی برای برداشتن خال‌ها وجود دارد که انتخاب نوع تکنیک به عوامل متعددی از جمله اندازه و نوع ضایعه، تجربهٔ جراح و همچنین هدف از برداشتن ضایعه وابسته است.